# Josef Achtélik

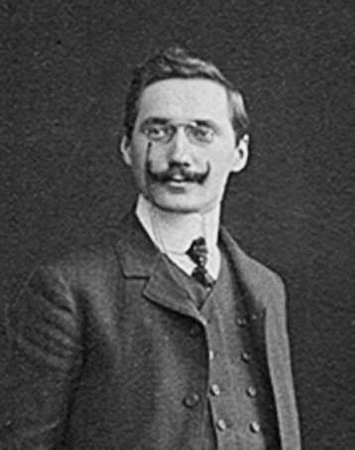
Josef Achtélik
im Alter von 24 Jahren

Josef Achtélik (* 7. April 1881 in Bauerwitz, Oberschlesien; † 30. Dezember 1965 in Leipzig) war ein deutscher Komponist, Musiktheoretiker und -lehrer.

## Leben
Josef Achtélik wuchs als drittes von elf Kindern des Hutfabrikbesitzers Franz Achtélik in gutbürgerlichen Verhältnissen in Bauerwitz auf. Sein Vater war Hutmachermeister und Stadtverordneter dieser oberschlesischen Kleinstadt. In der Bauerwitzer Kantorei erhielt Josef Achtélik den ersten Musikunterricht. Er nahm Unterricht im Klavier- und Orgelspiel. Nach dem Tod seiner Mutter kam er mit dreizehn Jahren in ein Internat in den Niederlanden und machte dort sein Abitur. Von 1901 bis 1906 studierte er am Konservatorium in Köln. Seine Lehrer in Köln waren Franz Wüllner, Fritz Steinbach, Otto Klauwell, Arno Kleffel (1840–1913) und Waldemar von Baußnern. Zunächst war er nach dem Studium Direktor der Philharmonischen Gesellschaft in Wiltz.
Danach hatte er Engagements als Kapellmeister an der Kölner Oper und am Stadttheater im niederschlesischen Glogau. 1911 kam er als Kapellmeister und Komponist ans Leipziger Stadttheater. Hier wurde 1912 das Märchenspiel Peterchens Mondfahrt mit der Musik von Josef Achtélik uraufgeführt. Es entstand nach einem Märchen von Gerdt von Bassewitz, das dieser als Direktionsassistent des Kölner Theaters Achtélik während dessen Kölner Zeit zu lesen gegeben hatte.
Noch im letzten Jahr des Ersten Weltkriegs wurde Achtélik an die Westfront eingezogen. Nach seiner Rückkehr nach Leipzig war er als Chorleiter, Privatdozent und Autor musikwissenschaftlicher Schriften tätig. Besondere Beachtung fand sein zweibändiges musiktheoretisches Werk Der Naturklang als Wurzel aller Harmonien, in dem er sich unter anderem kritisch mit der atonalen Musik auseinandersetzte.
Eine besondere Ehre wurde ihm 1926 mit einer Professur für Musik an der Frederic University (South Dakota, USA) zuteil.
Achtelik trat zum 1. Mai 1933 der NSDAP bei (Mitgliedsnummer 2.430.648) und war Dirigent des Chors der NSDAP Leipzig.
Achtéliks Tochter Eva heiratete den Leipziger Chorleiter Friedrich Rabenschlag.

## Werk

### Musikalische Kompositionen
- Zehn Lieder (nach Heinrich Heine u. a.) für Singstimme und Klavier (1904/1905)
- Sieben Burschenlieder (nach Victor von Scheffel, Gottfried Keller u. a.) für Singstimme und Klavier (1912)
- Peterchens Mondfahrt (Gerdt von Bassewitz), Märchenspiel op. 27 (1912 Leipzig, Altes Theater).OCLC 1188095642
- Bajazzo und Colombine (Albert Otto), Gesangsszene für Sopran, Bariton und großes Orchester op. 20 (1916)
- Wagner-Parodie: Der konzentrierte Wagner: 10 Opern in einem Akt, für Sopran, Tenor und großes Orchester (1929)OCLC 1188320731[6]
- Lieder, Männerchöre und Bearbeitungen

### Schriften
- Der Naturklang als Wurzel aller Harmonien – eine aesthetische Musiktheorie in zwei Teilen. Verlag C.F. Kahnt, Leipzig 1922 und 1928 (Teil 2 online)
- Vereinfachte Notenschrift. Verlag Notenreform, Leipzig-Gohlis 1919
- Auszüge aus Zuschriften und Kritiken über die "Naturklanglehre", eine Umgestaltung der musiktheoretischen Grundbegriffe nach den der Musik zugrunde liegenden Naturgesetzen von Josef Achtélik, Leipzig, 1932 OCLC 163289152

### Einspielungen
- Peterchens Mondfahrt. CD-Einspielung des MDR[7]